# ニシオホールディングス
ニシオホールディングス株式会社（英: NISHIO HOLDINGS CO.,LTD.）は、大阪府大阪市に本社を置く建設機械やイベント用品を取り扱うレンタル業者グループの持株会社である。東京証券取引所プライム市場上場。
旧社名は西尾レントオール株式会社。2023年4月の持株会社への移行に際し、商号変更した。

## 概要
総合レンタル業の草分け的存在であり、「わがグループは総合レンタル業のパイオニアとして経済社会に貢献する」を社是としている。
国内事業所484ヶ所、海外拠点43ヶ所、フランチャイズチェーン55ヶ所、ショールーム2ヶ所のネットワークを有している（2022年9月末現在）。

## 沿革
- 1959年（昭和34年）- 電気器具の部品加工並びに販売を目的として宝電機株式会社を設立。
- 1963年（昭和38年）- 宝電産株式会社に改称。
- 1965年（昭和40年）- 西尾実業株式会社に改称。
- 1971年（昭和46年）- 西尾リース株式会社に改称。
- 1979年（昭和54年）- 米国スピードショア社との資本提携により、両社の合弁会社として日本スピードショアを設立。
- 1983年（昭和58年）
  - 西尾レントオール株式会社に改称。
  - トンネル機械専門の三興レンタルを設立。
- 1990年（平成2年）- 日本証券業協会の承認を得て店頭売買銘柄（現・ジャスダック）として登録。
- 1993年（平成5年）- 大阪証券取引所市場第二部に上場。
- 1998年（平成10年）- 環境対策機器のレンタル会社の三央をグループ化。
- 1999年（平成11年）- 都市土木に強い、建機レンタルのサコスをグループ化。
- 2002年（平成14年）- 大阪証券取引所市場第一部に指定替え。
- 2006年（平成18年）- トンネル・ダム工事用機械の賃貸及び販売を行う、新ケービーシーの営業を開始。
- 2008年（平成20年）- タワークレーンの設置・運用管理などの業務請負を行うニシオワークサポートを設立。
- 2009年（平成21年）
  - 三興レンタルが新ケービージーを合併し、ニシオティーアンドエムに商号変更。
  - 北海道営業部を分離独立させ、ニシオレントオール北海道として営業開始。
  - 建設機械の整備・製造・販売を行う山崎マシーナリーをグループ化。
- 2010年（平成22年）
  - ニシオティーアンドエムが、トンネルのレンタルを合併。
  - 九州の建機レンタル会社であるショージをグループ化。
  - 特殊搬送車両メーカーの新トモエ電機工業が営業開始。
- 2012年（平成24年）- ニシオレントオールベトナムを設立。
- 2013年（平成25年）- 市場統合に伴い、東京証券取引所市場第一部に上場。
- 2014年（平成26年）- 日本スピードショアを完全子会社化。
- 2016年（平成28年）- オーストラリアの高所作業機レンタル会社であるスカイリーチグループをグループ化。
- 2017年（平成29年）
  - ニシオワークサポートにニシオレントオール神奈川を統合。
  - フォークリフト修理及びレンタル・リース会社であるトーヨーサービスをグループ化。
  - オーストラリアのフォークリフト販売・レンタル会社であるノースフォースグループをグループ化。
- 2019年（平成31年/令和元年）- シンガポールの大型発電機・付帯設備レンタル会社のユナイテッドパワーアンドリソースィーズをグループ化。
- 2022年（令和4年）- 市場区分再編に伴い、東京証券取引所プライム市場に指定。
- 2023年（令和5年）4月 - 持株会社制に移行し、ニシオホールディングス株式会社に商号変更。事業は子会社の西尾レントオール分割準備株式会社に承継し、同社は新・西尾レントオール株式会社に商号変更[3]。

## 連結子会社
- 西尾レントオール株式会社（大阪府大阪市）
  - 本社（大阪府大阪市）
  - 東京支店（東京都千代田区）
  - 中部支店（愛知県名古屋市）
  - 関西支店（大阪府大阪市）
  - 通信測機事業部（大阪府吹田市）
  - 技術本部（大阪府大阪市）
  - レントオール事業部（大阪府大阪市）
  - 東京ショールーム（東京都千代田区）
- サコス株式会社（東京都品川区）
- 日本スピードショア株式会社（大阪府東大阪市）
- SKYREACH GROUP HOLDINGS PTY LTD（オーストラリア クイーンズランド州）
- NORTH FORK PTY LTD（オーストラリア クイーンズランド州）
- UNITED POWER & RESOURCES PTE. LTD.（シンガポール）

## 主要事業
「総合レンタル業のパイオニア」の名が表す通り、レンタル関連事業が主要事業である。取り扱い製品は多岐にわたるが、ここでは建機分野とイベント・展示会分野に大別して記載する。
事業全体としては、2024年度からスタートした中期経営計画“Next Stage 2026”に基づき、国内建機レンタル事業と周辺事業の融合へのチャレンジや国内建機レンタル事業の競争力強化、成長性の高い海外でのM&Aを推進、サステナビリティ経営の推進などに注力している。

### 建機分野
主に、土木・道路用機械、高所作業用機械、建築用機械、測量機器等の建設機械を取り扱い、全国ネットで地域密着型のレンタルサービスを展開し、幅広い工事に対応している。また近年は、建設現場における安全性・生産性向上・省人化といった課題を解決する、建設DX・建設ICTへの取り組みを積極的に展開。通信測機事業部では、無人化施工システムやドローンによる3次元測量システムなど、デジタル技術を活用した製品を提供している。

### イベント・展示会分野
イベントのテントやステージ、展示会のシステムパネルやアルミトラスなど、会場・ブース設営用資機材を取り扱っている。レントオール事業部が中核を担い、イベント開催に際しては資機材のレンタルだけではなく、デザインや映像機器使用なども含めたイベント全体の企画をトータルで提供。後述の仮設ワクチン接種会場から、話題のeスポーツ中継やグランピング関連資機材まで、多方面の製品を取り扱うことで多様なニーズに対応している。イベント商品は地域密着型のフランチャイズ展開もしており、各地域の法人・団体をユーザーとして、現在全国に55店舗を有する。

## 特長的な取り組み

### モビシステム
カーシェアリングの発想と技術を活用した、オリジナルのカーシェアリングシステム。キーボックスを使用した無人レンタルという独自システムを採用している。利用時には、専用の会員カードでキーボックスを開錠し、ボックス内に収納されているカギを受け取る。利用後は同様にカギをボックス内に返却するという手順である。対面での手続きが不要となるシステムの採用により、24時間365日、好きな時間に作業車のレンタル・返却が可能で、祝日の午前中だけレンタルして即日返却など、フレキシブルな使い勝手のよさとそれによるコスト削減が特長である。2024年9月現在、レンタル可能な拠点（モビステーション）は全国200ヶ所以上にのぼる。

### 木造モジュール
国産材を主原材料とし、環境と循環型社会に配慮した転用が可能な木造仮設建築。モジュール化・規格化された部材を、独自の金物と鋼材を用いたATAハイブリッド構法で組み立てており、使用後にバラして移設・転用することができる。壁面には、遮炎性・断熱性など強度面に優れ、材料として使える木の種類が多いCLT材を採用している。
部材のモジュール化による工期短縮・低コスト化・現場の省人化と、CLT材採用による安定した生産・雇用創出を実現することで、森林資源の有効活用と林業活性化による循環型社会の構築を目指している。
木造モジュール周知のため、自社拠点を木造化するプロジェクトを進めており、2023年に新たに大阪咲洲に西尾レントオール咲洲R&D国際交流センターを整備し、1500㎡クラスの木造アリーナと約350㎡の事務所「Kibaco」を建設した。

### LQCアプローチ
政府が提言する『「居心地が良く歩きたくなるまちなか」からはじまる都市の再生』における街づくりの手法の一つ、LQCアプローチ（Lighter：手軽に、Quicker：素早く、Cheaper：安価に）の取り組みの一環として、2021年に商品発表会「仮設のチカラVol.1」を開催。同発表会では、 日本貨物鉄道株式会社と協同し、「コンテナ BOX」（事務所タイプと店舗タイプ）や、小規模木造ハウス「Kibaco」、医療用や店舗型等の様々な種類のある「トレーラーBOX」を発表した。「コンテナ BOX」や「Kibaco」などは、小規模な取り組みを社会の変化に対応しながら段階的に育て、大規模なプロジェクトに移行していくLQCアプローチにおいて求められる、フレキシブルな考え方・使用方法、仮設・暫定利用や一時的な実験に合致する製品として注目を集めている。

### 仮設ワクチン接種会場
イベント・展示会分野のレントオール事業部では、コロナワクチンの接種会場設営にかかる資機材を提供。提供に先立って、大阪咲洲とATCギャラリーで、厚生労働省の示す手引に準拠したデモンストレーションを実施し、円滑な会場運営を実証した。レンタルにあたっては、テントや床材、システムパネルなどの資機材から、動線確保のためのレイアウト計画や運営計画、会場をネットワーク化するための無線LANシステムまで、トータルで提供。2021年6月時点で全国160ヶ所以上の会場設営をサポートしている。

### モーダルシフトへの取り組み
国土交通省が推進するモーダルシフト（貨物トラックによる輸送を鉄道輸送や船舶輸送へ転換すること）による環境負荷低減へ向けた施策として、独自製作のコンテナラックによる鉄道輸送に取り組んでいる。
自社事業所間での一部輸送において鉄道輸送へのモーダルシフトを実施しており、2021年4月から2022年3月までの期間で、従来のトラック輸送に比べCO2排出量を約80％削減している。独自製作コンテナは20ftと12ftの2種類があり、低炭素化及び省エネルギー対策による環境負荷軽減のほか、一度に大量の荷物を輸送できる、長距離ドライバー不足の解消、輸送コスト削減などの効果が期待できるとされている。

## スポンサー
スポンサーとして下記のイベント・取り組みを協賛している。

### 108 ART PROJECT
アートの力で街の景観を豊かにし、賑わいのある街づくりに貢献することを目的に、建設工事現場の仮囲いにアートを施すプロジェクトである108 ART PROJECT（事務局：株式会社山下PMC）にトップパートナーとして参加。

### ラリージャパン
FIA世界ラリー選手権（WRC）の日本ラウンド・ラリージャパンにオフィシャルパートナーとして参加している。会場設営のための建設機械やイベント機材、芝生養生材、仮設観覧席、中継車といった資機材の提供を通して大会運営に貢献している。